# 太子镇
太子镇，是中华人民共和国湖北省黃石市阳新县下辖的一个乡镇级行政单位。

## 行政区划
太子镇下辖以下地区：
太子街社区、德夫村、四松村、大洪村、朋畈村、张畈村、樟铺村、港泉村、山海村、双堍村、屋李村、李姓村、筠合村、半山董村、陈堡村、上港村、筠岭村、老屋村、洪桥村、刘政村、塘埠村、世英村、官路村、官山村、益昌村、碧湖村、上庄村、四门村、济桥村、舒垅村、龙庄村和太子村。